# إكس 3 دي
يعد إكس 3 دي (بالإنجليزية: X3D) معيارًا مجانيًا من المنظمة الدولية للمعايير لتمثيل الرسوميات الحاسوبية ثلاثية الأبعاد بشكل وصفي. تشمل صيغ ملفات الدعم لغة التوصيف القابلة للتوسعة و ClassicVRML و Compressed Binary Encoding (CBE) وصيغة جسون المسودة. أصبح إكس 3 دي خليفة لغة نمذجة الواقع الافتراضي في عام 2001. تتميز إكس 3 دي بامتدادات لـ VRML (على سبيل المثال تصميم بمساعدة حاسوب والمعلومات الجغرافية والرسوم المتحركة للإنسانيات و NURBS وما إلى ذلك)، والقدرة على تشفير المشهد باستخدام بناء جملة لغة التوصيف القابلة للتوسعة وبناء الجملة بناء على نحو VRML97، أو التنسيق الثنائي، وواجهات برمجة تطبيقات محسنة.